# Парламентские выборы в Сербии (2008)
Досрочные парламентские выборы в Сербии 2008 года прошли 11 мая. Они были объявлены после того, как распалось коалиционное правительство Воислава Коштуницы и Бориса Тадича из-за разногласий по вопросу Косово. Выборы прошли спустя несколько месяцев после президентских выборов, на которых победил Борис Тадич.

## Распад правительства
17 февраля 2008 года Ассамблея Косова провозгласило независимость своего региона. Мнения о том, как нужно реагировать на это событие, в Сербии разделились. Так, один из лидеров главной оппозиционной силы страны — радикалов — Томислав Николич призвал разорвать дипломатические отношения с США. Правящая коалиция разделилась по этому вопросу. В то время как лидер национальноориентированных демократов премьер-министр Сербии Коштуница выступил за более жёсткую политику в отношении самопровозглашённого государства, многие его партнёры по коалиции заняли более мягкую позицию. 21 февраля состоялся общенациональный митинг против отделения Косова, на котором выступил Коштуница, Тадич, в начале февраля выигравший президентские выборы, уехал в Румынию.
Разногласия внутри правящей коалиции вызвал и вопрос о продолжении политики евроинтеграции. Коштуница, недовольный тем, что независимость Косово признали ряд стран-членов Евросоюза, в том числе Франция, Великобритания, Германия и Италия, выступил за продолжение сотрудничества с ЕС только при условии что Косово остаётся частью Сербии. Олли Рен, еврокомиссар по вопросам расширения, предложил продолжить переговоры с Сербией. Президент Борис Тадич в ответ заявил, что евроинтеграция не может быть поставлена под сомнение никем и ничем. Оставшись в меньшинстве, Коштуница 8 марта заявил о готовности подать в отставку если не будут назначены досрочные парламентские выборы. Его предложение поддержали почти все парламентские лидеры, за исключением Ивица Дачича (Социалистическая партия Сербии), который призывал к формированию правительства национального единства, и Драгана Марковича («Единая Сербия»). Несколько часов спустя, президент Сербии Борис Тадич подтвердил, что он распустить парламент и назначит досрочные выборы, хотя и заявил, что в правительстве нет никаких споров по поводу Косово, а все разногласия касаются исключительно европейской интеграции. 11 марта Тадич подписал указ о назначении досрочных парламентских выборов на 11 мая, в один день с местными выборами. 13 марта была официально распущена Скупщина Сербии.

## Кампания
30 апреля был подписан договор между Сербией и Евросоюзом о партнёрстве и взаимосотрудничестве. Сербскую делегацию в Брюсселе возглавлял Борис Тадич. Воислав Коштуница раскритиковал этот поступок президента, так как нельзя было подписывать договор в котором нет пункта о том, что Евросоюз признаёт Косово частью Сербии. Следовательно, по его мнению, ратификацией этого договора Белград де-факто признаёт независимость Косова. Коштуница пообещал, что новый парламент сразу же аннулирует договор. Подписание договора с Евросоюзом обострило конфликт между националистами и западноориентированными силами в Сербии в преддверии выборов.
По предложению Сербской радикальной партии были изменены правила для партий этнических меньшинства, которым теперь для регистрации необходимо было собрать стандартные 10 000 подписей вместо 3000 как ранее. Это вызвало протеста представителей национальных меньшинств, в первую очередь среди рома (самоназвание цыган) и албанцев.
Для проведения голосования были организованы 8682 избирательных участков, а также 157 специальных избирательных участков для беженцев из Косово.
18 мая 2008 года на трёх избирательных участках в Кралево, Жагубице и Србице из-за нарушений в избирательном процессе пришлось проводить повторное голосование.

### Лозунги
Политические лозунги на выборах 2007 года:
|  | Партия                                         | Оригинал                                                          | Перевод                                                              |
|  | «За европейскую Сербию»                        | За европску Србију Акција уместо приче                            | За европейскую Сербию Действие вместо слов                           |
|  | Сербская радикальная партия                    | Напред Србијо!                                                    | Вперёд, Сербия!                                                      |
|  | Демократическая партия Сербии / «Новая Сербия» | Подржи Србију!!                                                   | Поддержи Сербию!                                                     |
|  | Социалистическая партия Сербии                 | Устани Србијо! Да победимо неправду! Почнимо љубав испочетка      | Встань, Сербия! Чтобы победить несправедливость! Начнём любовь снова |
|  | Либерально-демократическая партия              | Шири даље! Србија без граница!                                    | Расти дальше! Сербия без границ!                                     |
|  | Движение «Сила Сербии»                         | Не дам Србију!                                                    | Не дам Сербию!                                                       |
|  | Движение «Моя Сербия»                          | Моја породица, моја улица, мој град, моја покрајина и моја Србија | Моя семья, моя улица, мой город, моя провинция и моя Сербия          |
|  | Союз цыган Сербии                              | Храбро и паметно за европску Србију                               | Храбрый и умный за европейскую Сербию                                |

## Участвующие партии
Представление списков кандидатов проходило с 20 марта по 25 апреля 2008 года. Республиканская избирательная комиссия зарегистрировала для участия в выборах 22 избирательных списка. Списки приведены в порядке публикации комиссией и под теми номерами под которыми они значились в избирательном бюллетене.
1. Блок «За Европейскую Сербию — Борис Тадич»: Демократическая партия, G17+, Сербское движение обновления, Лига социал-демократов Воеводины и Санджакская демократическая партия. Возглавил список депутат Драголюб Мичунович.[3][4]
2. Список Либерально-демократическая партия — Чедомир Йованович. В список партии также были включены кандидаты Христианско-демократической партии Сербии и Социал-демократического союза, а также беспартийные, в частности драматург Биляна Срблянович, журналист Петар Лукович и режиссёр Милутин Петрович. Возглавил список лидер либеральных демократов Чедомир Йованович.[5][6]
3. Блок «Демократическая партия Сербии — „Новая Сербия“ — Воислав Коштуница». Возглавили список лидеры партий Коштуница и Велимир Илич.[7][8]
4. Список «Сербская радикальная партия — Воислав Шешель». Возглавил список председатель партии Шешель, вторым стал его заместитель Томислав Николич.[9]
5. Блок «Социалистическая партия Сербии — Партия объединённых пенсионеров Сербии — „Единая Сербия“». Был поддержан Движением ветеранов. Список возглавили лидеры партий Ивица Дачич, Йован Кркобабчи, Драган Маркович.[10][11]
6. Блок боснийского меньшинства «Боснийский список за европейский Санджак — Сулейман Углянин». Объединил Партию демократических действий Санджака, Социально-либеральную партию Санджака, Боснийскую демократическую партию и партию «Реформисты Санджака». Возглавил список лидер ПДД Санджака Сулейман Углянин.[12][13]
7. Блок венгерского меньшинства «Венгерская коалиция — Иштван Пастор». Включал Альянс воеводинских венгров, Демократическую партию воеводинских венгров и Демократическое сообщество воеводинских венгров. Возглавил список лидер Альянса Иштван Пастор[12][14]
8. Список «Реформистская партия — Александр Вишнич». Возглавила список экономист Снежана Милькович, а лидер партии Вишнич был включён в него под последним, 119-м, номером.[15][16]
9. Список «Народная крестьянская партия — Марьян Ристичевич». Возглавил список механик Радиша Павлович, вторым стал лидер партии Ристичевич.[15][17]
10. «Движение „Сила Сербии“ — Боголюб Карич». Возглавил список доктор экономики и философии Драгомир Карич, лидер партии, Боголюб Карич, в список не был включён.[18][19]
11. Список национального меньшинства горанцев «Гражданская инициатива горанцев — ГИГ». Возглавил список лидер партии Орхан Драгаш.[20]
12. Блок влашского меньшинства «Объединение влахов Сербии — Предраг Балашевич». Объединил Влашскую демократическую партию Сербии, Влашскую демократическую партию и партию Влашские демократы Сербии. Список возглавил лидер Влашской демпартии Сербии Балашевич.[21]
13. Список «Воеводинская партия — Игор Курячки». Список возглавил частный предприниматель Зоран Трифунац, вторым стал лидер партии Курячки.[22]
14. Список «Цыгане за цыган — Милош Паункович».[23]
15. Список черногорского меньшинства «Черногорская партия — Ненад Стевович».[24]
16. Список цыганского меньшинства «Союз цыган Сербии — Райко Джурич».
17. Блок албанского меньшинства «Коалиция албанцев Прешевской долины». Объединил Партию за демократические действия, Демократический союз албанцев, Движение демократического прогресса и группу граждан Рахми Зуфина. Список возглавил лидер ПДД Риза Халими.[25]
18. «Альянс буневцев Бачки — Мирко Байич». Список возглавил лидер партии Мирко Байич[26]
19. Список «Движение „Моя Сербия“ — Бранислав Лечич». Список возглавил актёр и режиссёр Лечич.[27]
20. Список «Народное движение за Сербию — Милан Парошки».[28]
21. Список «Патриотическая партия диаспоры — Зоран Милинкович». Список возглавил военный пенсионер Бранко Опачич, лидер партии Милинкович в список не был включён.[29]
22. Список цыганского меньшинства «Цыганская партия — Срджан Шайн».[30]

## Прогнозы
Прогнозы распределения мест в Скупщине составленные по итогам опросов избирателей.
| Партия                            | TNS Medium Gallup, март 2008 | Strategic Marketing, март 2008 | CeSID, май 2008 | TNS Medium Gallup, май 2008 |
| --------------------------------- | ---------------------------- | ------------------------------ | --------------- | --------------------------- |
| Сербская радикальная партия       | 91                           | 90                             | 86              | 90                          |
| «За европейскую Сербию»           | 88                           | 83                             | 81              | 85                          |
| Демпартия Сербии/«Новая Сербия»   | 30                           | 30                             | 35              | 30                          |
| СПС                               | 16                           | 17                             | 19              | 19                          |
| Либерально-демократическая партия | 15                           | 20                             | 19              | 16                          |
| меньшинства                       | 10                           | 10                             | 10              | 10                          |
| Всего                             | 250                          | 250                            | 250             | 250                         |

## Результаты выборов

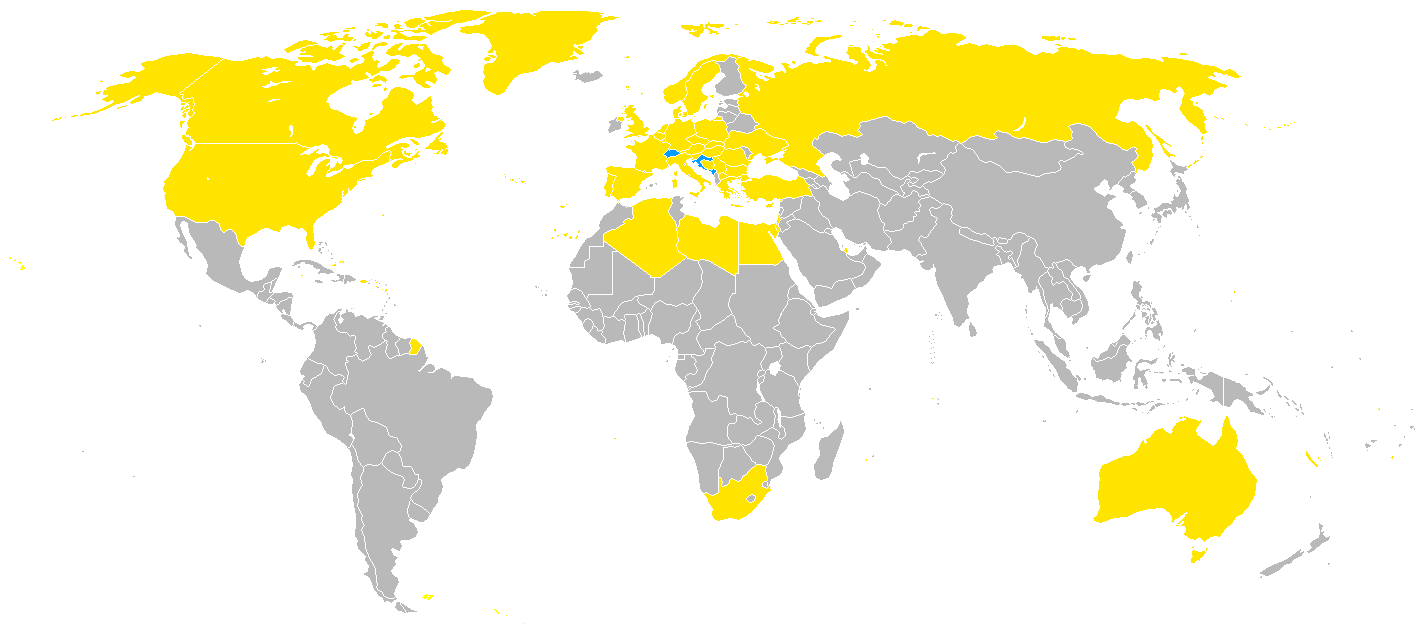
Результаты голосования сербской диаспоры

## Результаты выборов[32]
| Партия                                                                                    | Оригинальное название | Голоса    | %     | Места | Изменения |
| ----------------------------------------------------------------------------------------- | --- | --------- | ----- | ----- | --------- |
| «За европейскую Сербию»                                                                   | серб. За европску Србију | 1 590 200 | 38,42 | 102   | ▲15       |
| Сербская радикальная партия                                                               | серб. Српска радикална странка, СРС                                                                                         | 1 219 436 | 29,46 | 78    | ▼3        |
| Демократическая партия Сербии / «Новая Сербия»                                            | серб. Демократска странка Србије, ДПС / серб. Нова Србија, НС                                                               | 480 987   | 11,62 | 30    | ▼13       |
| Социалистическая партия Сербии / Партия объединённых пенсионеров Сербии / «Единая Сербия» | серб. Социјалистичка партија Србије, СПС / серб. Партија уједињених пензионера Србије, ПУПС) / серб. Јединствена Србија, ЈС | 313 896   | 7,58  | 20    | ▲2        |
| Либерально-демократическая партия                                                         | серб. Либерално-демократска партија, ЛДП                                                                                    | 216 902   | 5,24  | 13    | ▼6        |
| Венгерская коалиция                                                                       | серб. Мађарска коалиција | 74 874    | 1,81  | 4     | ▲1        |
| Боснийский список за европейский Санджак                                                  | серб. Бошњачка листа за европски Санџак                                                                                     | 38 248    | 0,92  | 2     | ▬         |
| Движение «Сила Сербии»                                                                    | серб. Покрет снага Србије                                                                                                   | 22 250    | 0,54  | 0     | ▬         |
| Коалиция албанцев Прешевской долины                                                       | серб. Коалиција Албанаца Прешевске долине                                                                                   | 16 801    | 0,41  | 1     | ▬         |
| Народная крестьянская партия                                                              | серб. Народна сељачка странка, НСС                                                                                          | 12 001    | 0,29  | 0     | новый     |
| Реформистская партия                                                                      | серб. Реформистичка странка                                                                                                 | 10 563    | 0,26  | 0     | ▬         |
| Цыганская партия                                                                          | серб. Ромска партија | 9 103     | 0,22  | 0     | ▼1        |
| Движение «Моя Сербия»                                                                     | серб. Покрет Моја Србија | 8 879     | 0,21  | 0     | новый     |
| Объединение влахов Сербии                                                                 | серб. Уједињени Власи Србије                                                                                                | 6 956     | 0,17  | 0     | новый     |
| Гражданская инициатива горанцев                                                           | серб. Грађанска иницијатива Горанаца, ГИГ                                                                                   | 5 453     | 0,13  | 0     | новый     |
| «Цыгане за цыган»                                                                         | серб. Роми за Рома | 5 115     | 0,12  | 0     | новый     |
| Союз цыган Сербии                                                                         | серб. Унија Рома Србије | 4 732     | 0,11  | 0     | ▼1        |
| Воеводинская партия                                                                       | серб. Војвођанска партија                                                                                                   | 4 208     | 0,10  | 0     | ▬         |
| Народное движение за Сербию                                                               | серб. Народни покрет за Србију                                                                                              | 3 795     | 0,09  | 0     | новый     |
| Черногорская партия                                                                       | серб. Црногорска партија | 2 923     | 0,07  | 0     | новый     |
| Альянс буневцев Бачки                                                                     | серб. Савез бачких Буњеваца                                                                                                 | 2 023     | 0,05  | 0     | новый     |
| Патриотическая партия диаспоры                                                            | серб. Патриотска странка дијаспоре                                                                                          | 1 991     | 0,05  | 0     |           |
| Недействительные голоса                                                                   | | 88 148    | 2,13  | -     |           |
| Всего                                                                                     | | 4 139 384 | 100   | 250   |           |
| Зарегистрировано избирателей/Явка                                                         | | 6.749.688 | 61,33 |       |           |

## Распределение мест в Скупщине
«За европейскую Сербию»   (102)
- Демократическая партия (64)
- G17+ (24)
- Лига социал-демократов Воеводины (5)
- Социал-демократическая партия Сербии (4)
- Сербское движение обновления (4)
- Демократический альянс хорватов в Воеводине (1)

 Сербская радикальная партия  (78)
 Демократическая партия Сербии/«Новая Сербия»  (30)
 Социалистическая партия Сербии/Партия объединённых пенсионеров Сербии/«Единая Сербия»  (20)
 Либерально-демократическая партия-Христианско-демократическая партия Сербии-Социал-демократический союз  (13)
 Венгерская коалиция  (4)
 Боснийский список за европейский Санджак  (2)
 Коалиция албанцев Прешевской долины  (1)

## Итоги выборов
Ещё до выборов политики начали обсуждать вопрос формирования нового коалиционного правительства. Велимир Илич из «Новой Сербии» заявил, что отказывается от любого сотрудничества с G17+ и воеводинскими социал-демократами, назвав их «антигосударственными» партиями, но не исключил возможность создания коалиции с радикалами. Лидеры коалиции социалистов, пенсионеров и «Единой Сербии», подтвердив готовность формировать после выборов правительство с радикалами, Коштуницей и Иличем,, исключили для себя возможность какого-либо сотрудничества с G17+ и воеводинскими социал-демократами, в то же время оставили возможность открытого диалога с Тадичем. Уже после выборов лидеры Сербской радикальной партии заявили о готовности вести переговоры о формировании правительства с Коштуницей, который в свою очередь сказал, что не намерен больше сотрудничать с Тадичем и G17+, так как, по его мнению, они не хотят защищать Косово.
Сторонники европейской интеграции, подтвердив, что для них неприемлемо всякое сотрудничество с радикалами, заявили, что готовы вести переговоры о формировании коалиционного правительства с любыми другими партиями, пока они принимают проевропейскую ориентацию и пять принципов бывшего правительства. Что касается коалиции с Демпартией Сербии, то они не исключили возможность сотрудничества с Коштуницей, но он, по их словам, больше не может рассчитывать на место премьер-министра. Особую позицию заняли либеральные демократы, исключившие для себя возможность принять участие в правительстве с Коштуницей, Дачичем или Иличем при любых обстоятельствах.
Согласно послевыборному опросу, проведённому Strategic Marketing 22—24 мая, 51 % граждан поддерживают проевропейскую коалицию с социалистами и партиями меньшинств, 45 % высказались за патриотическое правительство (радикалы, партии Коштуницы и Илича, а также социалисты), 6 % не определились.
Сразу после оглашения результатов выборов радикалы, демократы Коштуницы, сторонники Илича и социалисты приступила к переговорам о создании правительства. Эти переговоры продолжалось до июня, когда социалисты и их партнёры по коалиции, Партия объединённых пенсионеров Сербии и «Единая Сербия» начали переговоры с блоком «За европейскую Сербию». После долгих и трудных переговоров евродемократы смогли достигнуть соглашения с бывшими непримиримыми врагами социалистами. Это оказалось сенсацией, так как наиболее вероятной считалась антизападная коалиция партий Коштуницы, Илича, Николича и Дачича. 25 июня новым главой сербским парламентом был избран социалист Славица Джукич-Деянович. Вскоре были согласованы другие кадровые решения. 7 июля было сформировано новое правительство, получив поддержку 128 парламентариев из 250. Возглавил его беспартийный Мирко Цветкович, в 2007 году назначенный министром финансов по квоте Демократической партии. Первым вице-премьером и министром полиции стал лидер Соцпартии Ивица Дачич. Оставшиеся три вице-премьерских поста заняли лидер G17+ Младжан Динкич, глава Партии объединённых пенсионеров Сербии Йован Кркобабич и один из руководителей Демпартии Божидар Делич. Таким образом, после проигранных президентских выборов националистические силы проиграли и борьбу за контроль над Скупщиной и правительством Сербии.

## Выборы в Косово
Параллельно с общесербскими выборами в Северном Косово, населённом преимущественно сербами, прошли выборы в Ассамблею Косово, которая заявила о неподчинении Приштине. Выборы выиграла Сербская радикальная партия, стоявшая на самой жёсткой позиции по отношению к албанцам. Она заняла 17 мест в Ассамблее, проевропейские демократы — лишь 3.